# Dan Sullivan (homme politique, 1951)
 (juillet 2025).
Si vous disposez d'ouvrages ou d'articles de référence ou si vous connaissez des sites web de qualité traitant du thème abordé ici, merci de compléter l'article en donnant les références utiles à sa vérifiabilité et en les liant à la section « Notes et références ».
Pour les articles homonymes, voir Dan Sullivan.
Daniel Sullivan, né le 16 juin 1951, est un homme politique américain, membre du Parti républicain. Il est maire d'Anchorage en Alaska de 2009 à 2015.

## Biographie
Daniel Sullivan naît le 16 juin 1951. Il est le fils de George M. Sullivan, maire d'Anchorage de 1967 à 1981.
Après avoir siégé au Conseil municipal d'Anchorage de 1999 à 2008, Dan Sullivan est élu maire de la ville en avril 2009 et prend ses fonctions le 1er juillet suivant. Il est réélu en avril 2012.